# Bedekaspel
 (août 2024).
Bedekaspel est un quartier de la commune de Südbrookmerland, dans le Land de Basse-Saxe.

## Géographie
Bedekaspel est un village en grappe. Il se situe à l'est du Großes Meer et le marais de Bedekaspel est à l'ouest de ce grand lac peu profond, à une dizaine de kilomètres au nord-est d'Emden. Au total, le territoire couvre une superficie de 9,31 km2, atteignant des hauteurs allant jusqu'à 0,4 m. Bedekaspel est en grande partie construit sur des sols de gley et de podzosol, avec une zone de tourbière de basse terre à l'ouest et de tourbière de haute terre au sud.

## Histoire
Bedekaspel s'appelle encore Lopessumwalde au XIIIe siècle, mais dans les registres paroissiaux de Münster du XVe siècle, il s'appelle déjà Betekerke, ce qui correspond à Bedekaspel. Le nom est peut-être une combinaison des termes vieux frison bēte (= repentir) et kerke (= église). La partie du nom kerke est probablement remplacée par le terme moyen bas allemand kaspel (= paroisse) après que le village soit devenu une paroisse.
Une autre version du nom est basée sur le fait qu’il y avait autrefois deux églises. La traduction du bas allemand est : Bede (pour les deux) et Kaspel (pour paroisse), c'est-à-dire les deux paroisses.
Lors du raz-de-marée de Noël en 1717, l'église de Bedekaspel, datant du XIIIe siècle, est si gravement endommagée qu'elle doit être démolie, à l'exception du clocher, et reconstruite.
Le 1er juillet 1972, Bedekaspel fusionne avec la commune de Südbrookmerland.

## Économie
Outre l'agriculture, le tourisme revêt désormais une grande importance économique pour la ville. En haute saison, la "population" du village dispersé peut atteindre près de 3 000 personnes lorsque les résidences secondaires, les résidences pour vacanciers, les emplacements pour caravanes et les campings sont presque entièrement occupés.